# Diamanti (Lil Jolie)
Diamanti è un singolo della cantautrice italiana Lil Jolie, pubblicato il 3 aprile 2020.

## Descrizione
Il brano, scritto dalla stessa cantautrice, è prodotto da Michele Lamonica, in arte CloseListen.

## Tracce
Testi di Angela Ciancio, musiche di Federico Inciocchi, Gianmarco Lanni e Michele Lamonica.
1. Diamanti – 2:17

## Formazione
- Lil Jolie – voce
- Federico Inciocchi – masterizzazione, missaggio
- Michele "CloseListen" Lamonica – programmazione, produzione